# Anneli Hulthén
Anneli Maria Hulthén (ur. 27 lipca 1960 w Göteborgu) – szwedzka polityk, samorządowiec, posłanka do Riksdagu, w latach 1995–2003 deputowana do Parlamentu Europejskiego.

## Życiorys
Ukończyła studia z zakresu nauk politycznych. W latach 1987–1991 i 1994–1995 sprawowała mandat posłanki do Riksdagu, reprezentując Szwedzką Socjaldemokratyczną Partię Robotniczą.
W 1995 i 1999 uzyskiwała mandat posłanki do Parlamentu Europejskiego IV i V kadencji z listy socjaldemokratów. Była członkinią grupy socjalistycznej, pracowała m.in. w Komisji Ochrony Środowiska, Zdrowia i Ochrony Konsumentów (od 2002 jako jej wiceprzewodnicząca). W PE zasiadała do 2003. Zrezygnowała w związku z przejściem do pracy w samorządzie. W 2008 została wybrana na przewodniczącą władz wykonawczych gminy Göteborg. Pełniła tę funkcję w latach 2009–2016; w 2016 powołana na gubernatora okręgu administracyjnego Skania.